# معركة كوليخاريس
معركة كوليخاريس والمعروفة أيضًا باسم معركة لوس كوليخاريس كانت معركة وقعت في عام 1406 في كوليخاريس بالقرب من بلدتي أبدة وبياسة. دارت المعركة بين قوات مملكة قشتالة بقيادة هنري الثالث ملك قشتالة ، وقوات مملكة غرناطة بقيادة السلطان محمد السابع.

## المعركة
كانت مملكة قشتالة قد وقعت معاهدة سلام مع مملكة غرناطة النصرية . ولكن الصراعات على السلطة وتغير موقف النخبة الحاكمة في غرناطة أدى إلى خرق وقف إطلاق النار.  قام محمد السابع ، بتشجيع ومساعدة من سلالة المرينيين في المغرب الأقصى ، بالإغارة أراضي مرسية . رأى هنري الثالث ملك قشتالة ، الذي أنهى للتو سلسلة من المعارك ضد البرتغال ، فرصته لمواجهة التهديد الغرناطي بعد توقيع معاهدة سلام مع البرتغاليين في عام 1402. كان خوان دي توفار إي توليدو أحد أشهر الفرسان القشتاليين الذين شاركوا في هذه الحملة، والذي حصل على الأرض واللقب بسبب أفعاله في كوليخاريس. التقى الجيشان في المنطقة المحيطة بكوليخاريس ، والتي تقع بالقرب من مدينتي أوبدة وبياسة . تمكنت القوات القشتالية من هزيمة قوات مملكة غرناطة . توفي هنري الثالث بعد بضعة أشهر في ديسمبر 1406. 